# Blandville
Pour la communauté non incorporée de Virginie-Occidentale, voir Blandville (Virginie-Occidentale).
La ville de Blandville est située dans le comté de Ballard, dans le Commonwealth du Kentucky, aux États-Unis. Sa population s’élevait à 90 habitants lors du recensement de 2010.

## Histoire
Blandville a été le siège du comté de 1842 à 1881, date à laquelle le siège a été transféré à Wickliffe.

## Source
- (en) Cet article est partiellement ou en totalité issu de l’article de Wikipédia en anglais intitulé « Blandville, Kentucky » (voir la liste des auteurs).

1. ↑  (en) « Geographic Identifiers: 2010 Demographic Profile Data (G001): Blandville city, Kentucky » [archive du 12 février 2020], U.S. Census Bureau, American Factfinder (consulté le 18 novembre 2013)
2. ↑  (en) http://www.uky.edu/KentuckyAtlas/ky-blandville.html